# Конрад II (герцог Каринтии)
Конрад II Молодой (нем. Konrad II der Jüngere; около 1003, неизвестно — 20 июля 1039, неизвестно) — герцог Каринтии (с 1035 года) из Салической династии.

## Биография
Конрад Молодой был старшим сыном каринтийского герцога Конрада I и Матильды Швабской. Его младшим братом был Бруно, ставший епископом Вюрцбургским.
В 1011 году, после смерти отца, Конрад, будучи ещё ребёнком, был отстранён от престола Каринтии, который император Генрих II передал своему приближённому Адальберо Эппенштейну. Конрад сохранил лишь часть владений своего деда Оттона I в долине Рейна (Шпайер, Вормс). В 1024 году Конрад выдвинул свою кандидатуру на выборах короля Германии, однако проиграл двоюродному брату Конраду Шпейерскому.
Воспользовавшись восстанием Адальберо против нового короля, Конрад Молодой смог сместить своего противника и в 1035 году получить корону Каринтии. Однако от герцогства были отделены верхнеитальянские города (Верона, Удине) и Карантанская марка (современная Штирия), которые фактически получили независимость от Каринтии.
Это значительно ослабило Каринтийское государство. Более того, большая часть местной аристократии симпатизировала Адальберо Эппенштейну и отказывалась поддержать Конрада II. Правление Конрада в Каринтии продолжалось недолго: в 1039 году он скончался и был похоронен в родовой усыпальнице Вормсского собора.
Конрад II не оставил после себя детей, в результате чего Каринтия перешла под непосредственное управление императора Генриха III и на несколько лет лишилась собственного правителя.